# Standbeeld van Maurits van Oranje
Het standbeeld van Maurits van Oranje is een bronzen standbeeld op de Markt van het Zeeuws-Vlaamse IJzendijke (provincie Zeeland). Het is een kunstwerk van beeldhouwer Guido Metsers (Hulst, 1940), kunstenaar te Zoutelande. 
Het standbeeld werd onthuld op 15 mei 2004 door de kunstenaar en J. Verkamer, Gedeputeerde van Land- en Tuinbouw, Handel en Middenstand van de Belgische provincie Oost-Vlaanderen. 

## Beschrijving
Het standbeeld stelt prins Maurits van Oranje voor, zittend aan een schaakbord. De schaakstukken stellen figuren voor die verbonden zijn met de daden van Maurits (Johan van Oldenbarnevelt, Filips II van Spanje en diens gemalin,...). Het beeld refereert aan de inname van IJzendijke (verdrijving van de Spanjaarden uit hun 'Fort Ysendijck') in 1604 door Maurits van Nassau tijdens de Tachtigjarige Oorlog (Nederlandse Opstand). Op de sokkel staat te lezen: De prins · 2004 · Guido Metsers.

## Interpretatie
Volgens een artikel in het clubblad van het Rucphense SV Eeuwig Schaak, zou het bord als volgt gelezen moeten worden: Prins Maurits heeft de witte stukken, terwijl de zwarte stukken het Spaanse leger voorstellen. Prins Maurits heeft de Spanjaarden in de tang en zou in deze stelling juist zijn paard op f7 gezet hebben. Hiermee zou hij schaak geven en de toren op h8 winnen. Die toren representeert IJzendijke, dat destijds dus door Maurits op de Spanjaarden werd veroverd.
Prins Maurits speelt niet alleen de witte stukken, maar is zelf ook de witte koning, terwijl de zwarte koning volgens de anonieme interpretatie de hertog van Parma is. De witte loper op g5 wordt gerepresenteerd door Johan van Oldenbarneveld, met zijn hoofd onder de arm. In de stelling is die loper het enige witte stuk dat  zal sneuvelen. De Spaanse soldaten, vertegenwoordigd door de zwarte pionnen, zien er wanhopig uit, terwijl één van de witte pionnen zijn achterwerk ontbloot.
Ondanks de symboliek klopt de stelling vanuit schaaktechnisch oogpunt, aldus het anonieme document: na Ke6 kan wit geforceerd mat in 12 geven en na Kd7 is het mat in 5.

## Fotogalerij

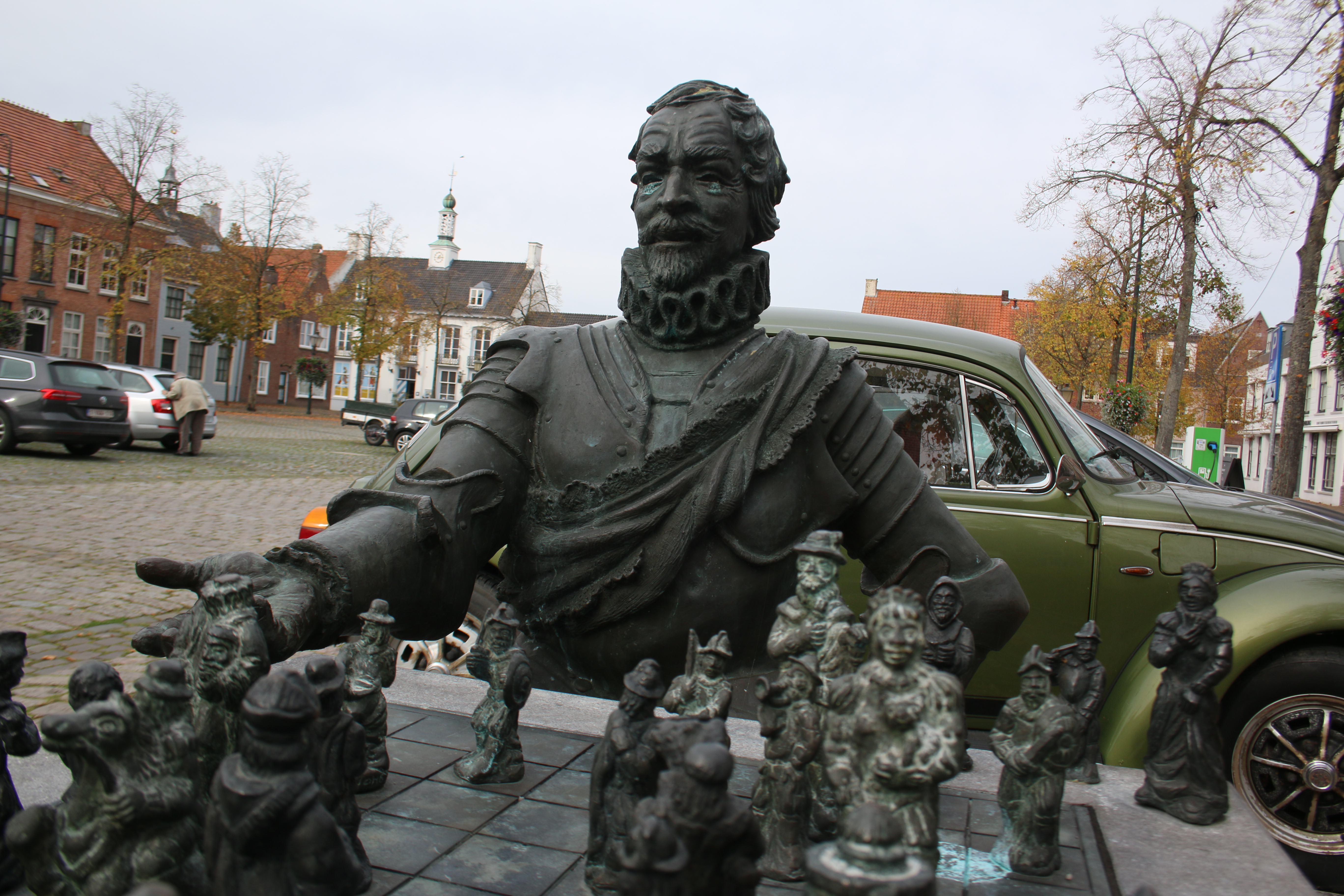
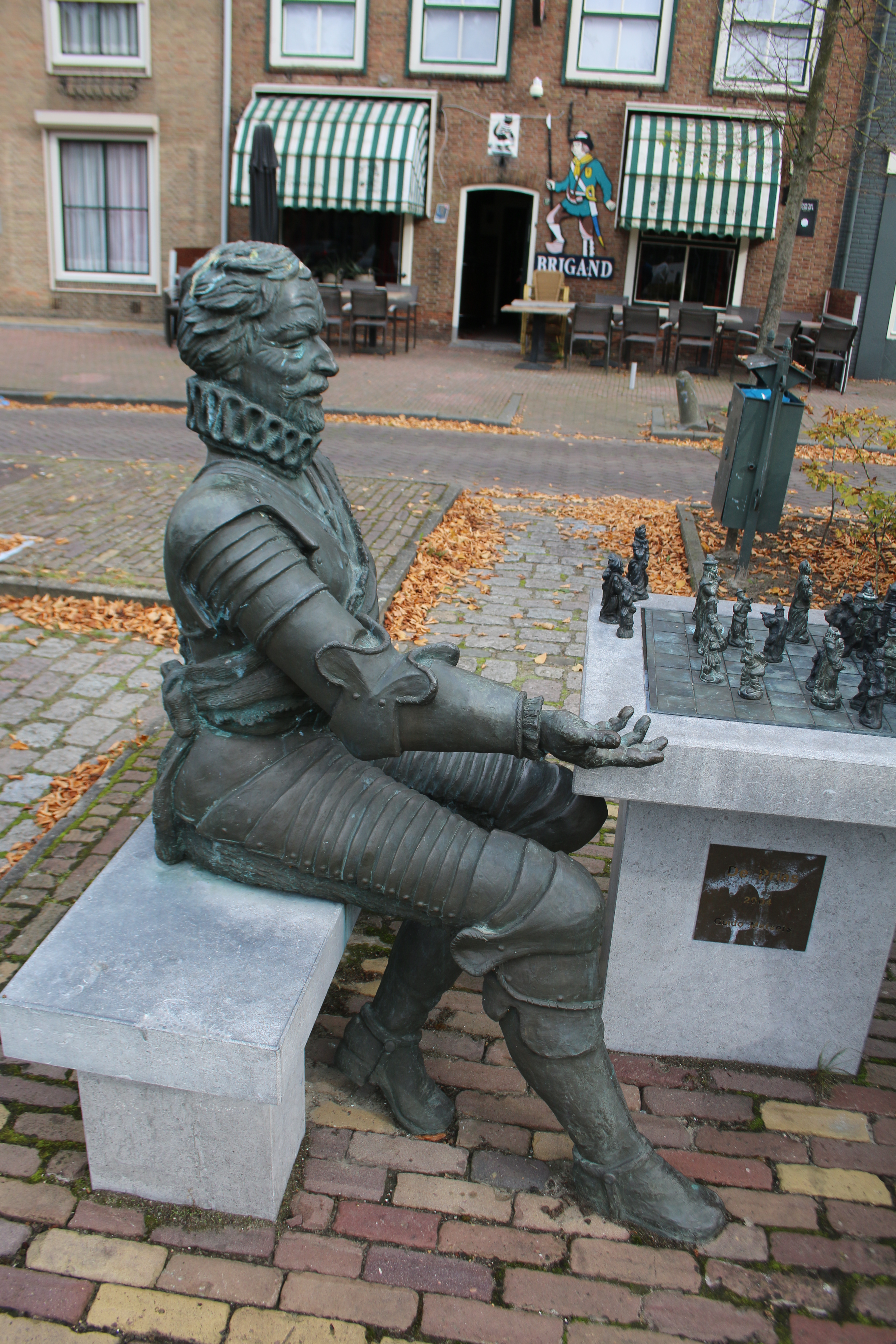
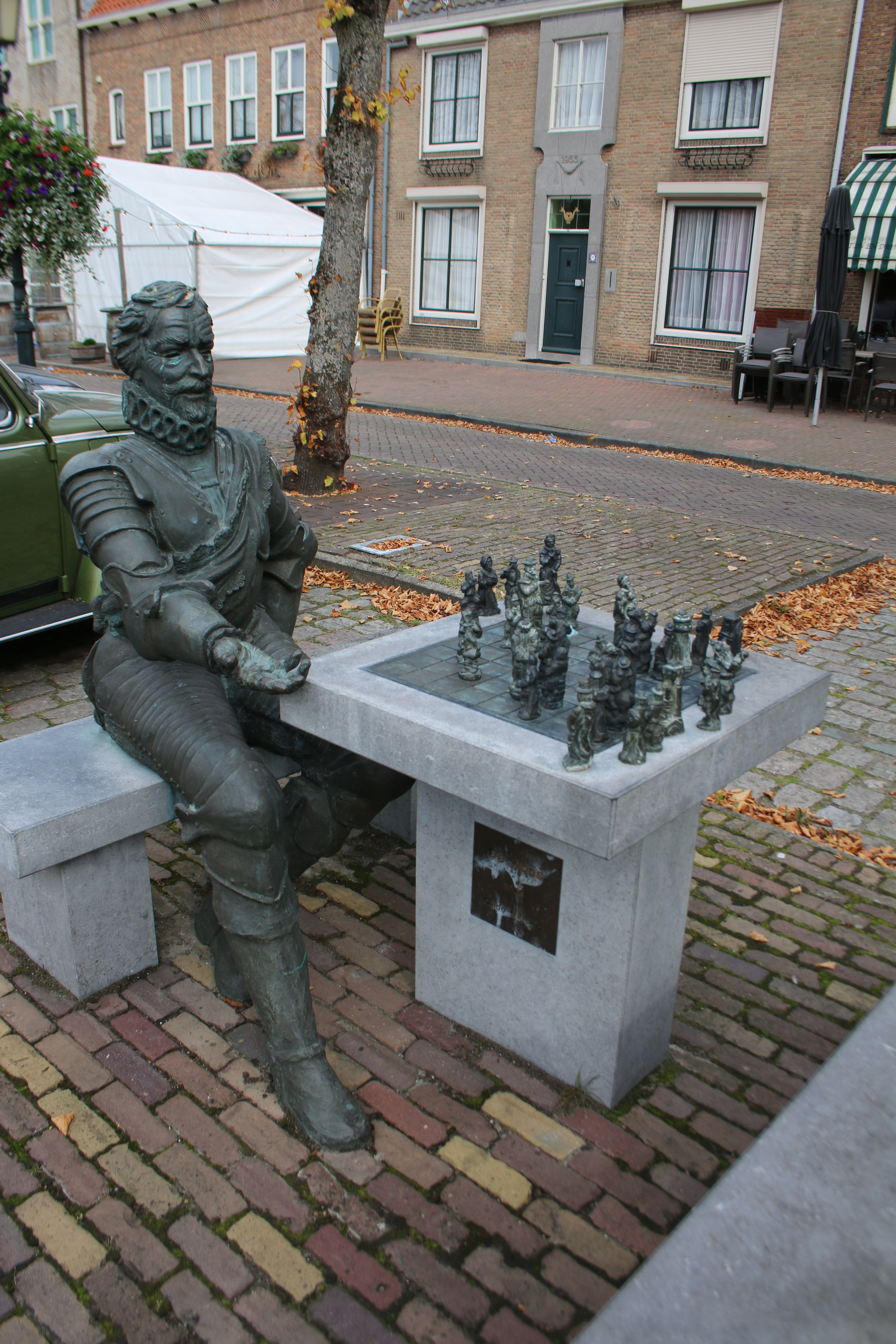
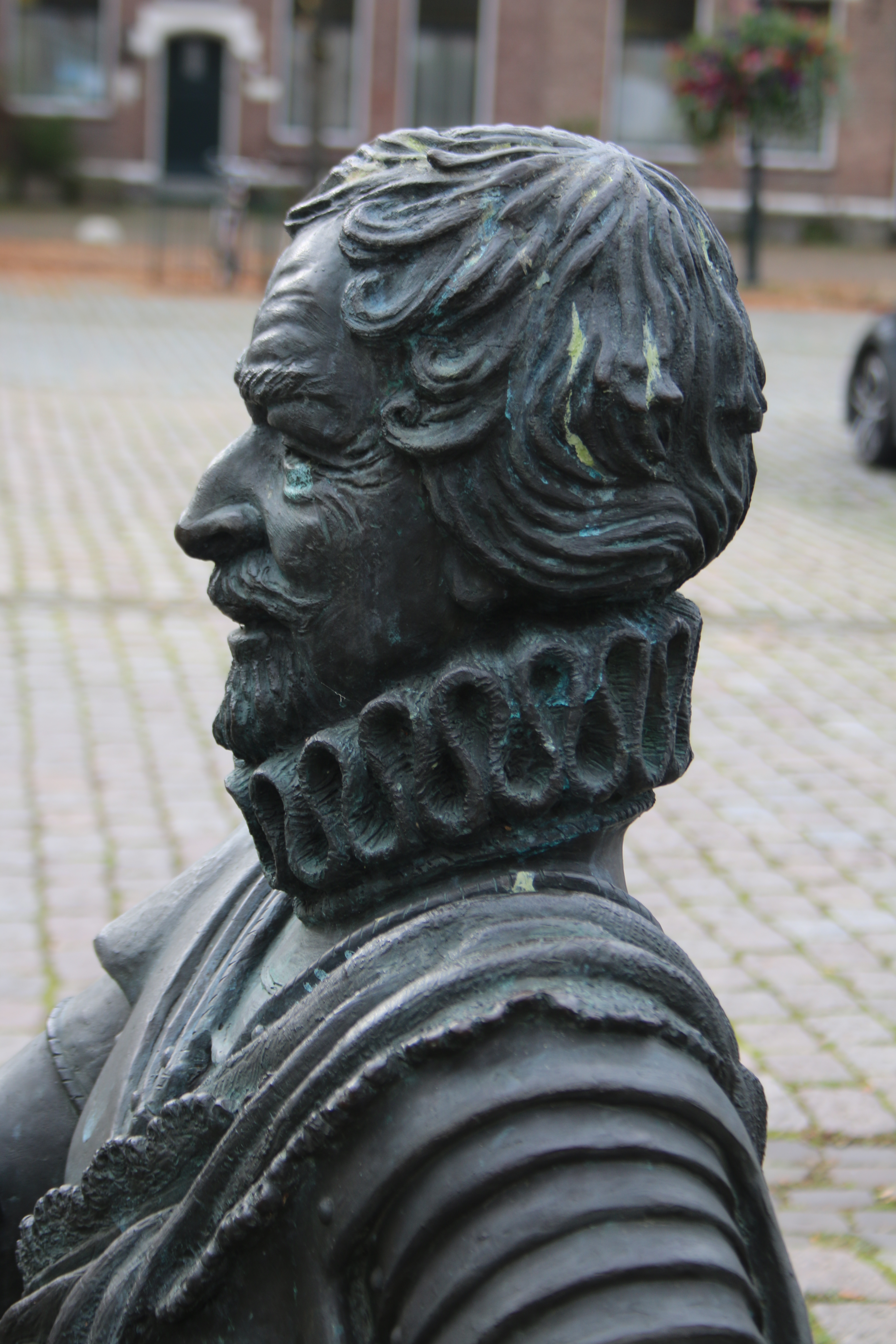